# David Pountney

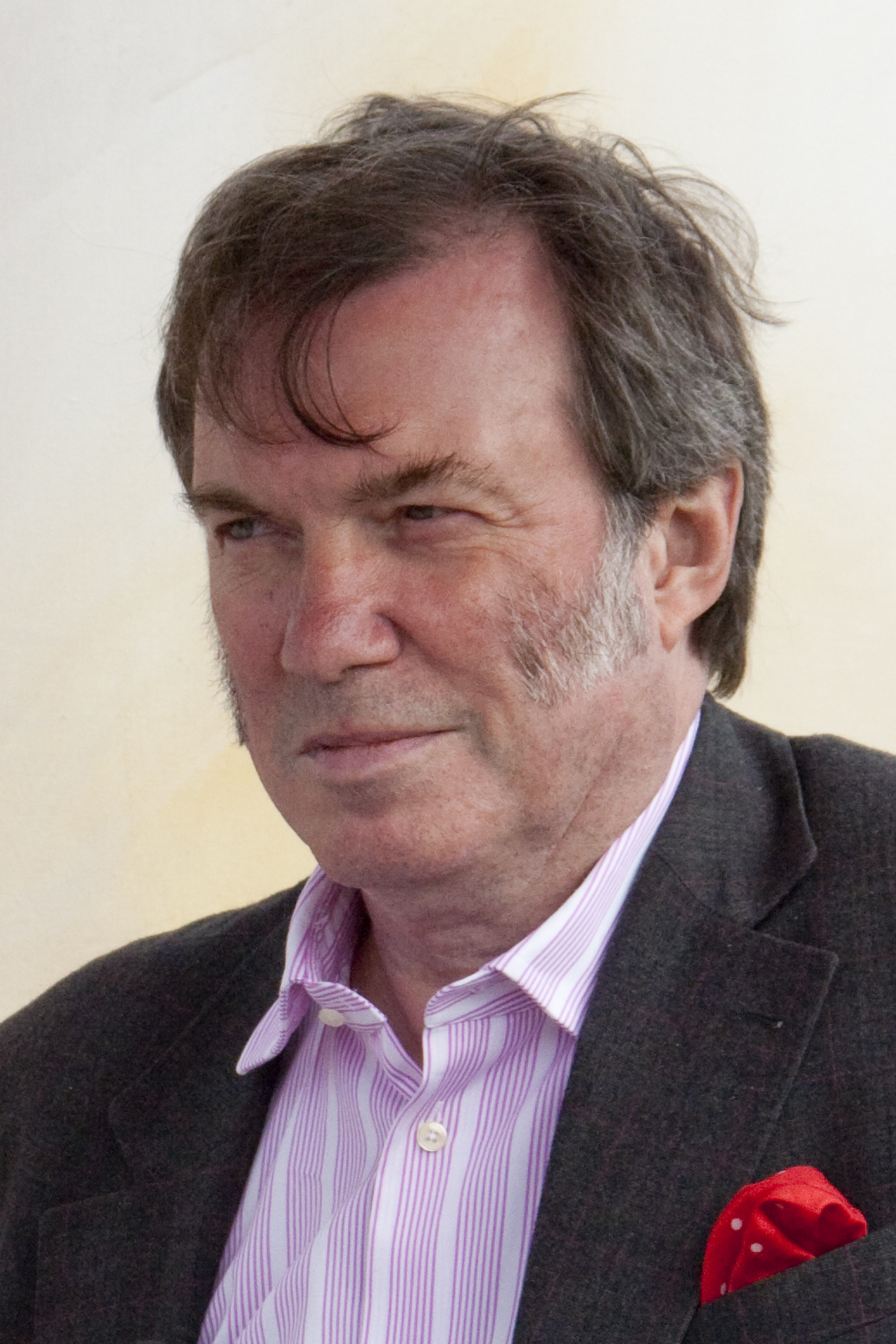
David Pountney, 2009

Sir David Willoughby Pountney CBE (* 10. September 1947 in Oxford) ist ein britischer Theaterregisseur und Intendant. Er war von 2004 bis 2014 Intendant der Bregenzer Festspiele.

## Leben
Sein Durchbruch gelang ihm 1972 am Wexford Festival. Er inszenierte als szenischer Leiter der English National Opera unter anderem The Fairy-Queen, Lady Macbeth von Mzensk und Dr. Faustus.
Bei der Ruhrtriennale inszenierte er 2007 Bernd Alois Zimmermanns Oper Die Soldaten.
Mehrmals führte er an der Wiener Staatsoper Regie, u. a. im März 2008 bei Verdis La forza del destino.
Bis zum Ablauf der Festspielsaison 2014 war David Pountney Intendant der Bregenzer Festspiele. Als solcher inszenierte er u. a. die (szenische) Welturaufführung der Oper Die Passagierin. Vor seiner Berufung zum Intendanten inszenierte er auch in Bregenz: Der fliegende Holländer, Nabucco, Fidelio.
Im September 2011 wurde Pountney Intendant der Walisischen Nationaloper in Cardiff (Welsh National Opera). In dieser Funktion vergab er den Kompositionsauftrag zur 2016 uraufgeführten Oper Figaro Gets a Divorce an die Komponistin Elena Langer. Er selbst schrieb auch das Libretto und führte Regie bei der Uraufführungsproduktion.

## Auszeichnungen
Für seine Tätigkeit wurden David Pountney die Titel Commander of the British Empire und Chevalier des Arts et Lettres sowie das Silberne Ehrenzeichen des Landes Vorarlberg verliehen. 2014 wurde er beim Österreichischen Musiktheaterpreis mit dem Goldenen Schikaneder für seine Inszenierung von Spuren der Verirrten am Landestheater Linz ausgezeichnet.